# Tok (Brdská vrchovina)
Tok je nejvyšší vrchol pohoří Brdská vrchovina a zároveň Středočeského kraje. S nadmořskou výškou 865,3 metrů je nejvyšší z tzv. Brdských osmistovek.
Na východním úbočí Toku se nachází někdejší dopadová plocha vojenské střelnice zřízené v roce 1931. Kopec ležel do 31. prosince 2015 ve vojenském újezdu Brdy, nyní se nachází v chráněné krajinné oblasti Brdy. Vrcholem prochází hranice dopadové plochy, kolem které vede široký protipožární příkop, jehož úkolem bylo zabránit rozšíření častých požárů, vzniklých v důsledku ostřelování dělostřeleckou municí. Veřejnosti byl nepřístupný, přesto byl a je poměrně často navštěvovaný, jak se lze přesvědčit ve vrcholové knize. V současnosti vede přes vrchol červeně značená turistická trasa z Obecnice a začíná na něm zeleně značená trasa do Příbrami.
Vrchol Toku se nachází v katastrálním území Obecnice v Brdech, které je od 1. ledna 2016 součástí obce Obecnice.

## Název
Na mapě druhého vojenského mapování je vrchol označen jako Točk Berg, na starší Müllerově mapě Čech z roku 1720 a na mapě vzešlé z prvního vojenského mapování ve druhé polovině 18. století není Tok označen. Později byl uváděn i jako Velký Tok či Vysoký Tok pro odlišení od Malého Toku.

## Vrchol
Tento vrchol není z dálky nijak výrazný. Je to rozsáhlá náhorní plošina, kde se vrchol rozezná jen podle usazeného zeměměřického kamene. Ten se v půlce dvacátého století musel stěhovat. Tam, kde nad jeho prvotním stanovištěm léta stála vysoká měřická věž, není nejvyšší vrchol hory. Na starých mapách uvádějících tu nejprve 857 m, 862 m a později 863 m; tyto nadmořské výšky neplatí. Skutečná nejvyšší poloha Toku leží 200 m jižněji a zde je naměřeno 865,3 metru, což se zaokrouhluje na 865 metru.
Tok je pátou nejizolovanější českou horou – nejbližším vyšším místem je 61 km vzdálený svah Sedla v Šumavském podhůří.

## Název
Jazykovědci pracující v oboru místních jmen zde vyslovili hned několik názorů na původ názvu. Je prý možné, že Tokem bylo označováno místo, k němuž se točila cesta či kde se točil vítr, nebo je jméno odvozeno od slova téci. Tedy vysoká poloha, z níž stékají vodní prameny. A pak je tu tok jako milostný zpěv tetřeva hlušce, což ovšem není podle vědců příliš přesvědčivé – hory v Evropě podle zpěvu nebo křiku ptáků nikde jména nenesou. Přesto je pro brdský Tok volání tetřevů dosti charakteristické. Na začátku sedmdesátých let dvacátého století tetřevi nitro Brd opustili, aby se sem počátkem tisíciletí opět vrátili (byli sem dovezeni a odchováni).

## Flóra a fauna
Po odlesnění vrcholové plošiny hory (když zde byla zřizována cílová plocha střelnice) se postupně na tomto území vyvinula zajímavá rostlinná i živočišná společenstva. Právě zdejší flóra je velmi zajímavá a také geomorfologické útvary a jevy, které předtím byly kryty lesem. Vrcholová plošina je pokryta mnohde nezapojeným smrkovým lesem a zejména vřesovišti s borůvkou a brusinkou. Nalezneme tu například rosnatku, vzácnou masožravou rostlinu, vytvářejí se zde rašelinná oka a nalezneme zde památky z doby ledové – kamenné polygony a mrazové trhliny – jevy, které se v České republice vyskytují ještě v Krkonoších a Jeseníkách. Na nedalekém vrchu Klobouček (704 m n. m.), pak nalezneme velmi působivé mnohametrové mrazové sruby.
Z živočišné říše stojí za to jmenovat opětovný výskyt tetřeva hlušce, který sem byl poté, kdy odtud v 70. letech dvacátého století zmizel, reintrodukován.
Z vrcholového plató se nabízejí fantastické rozhledy, za dobré viditelnosti až k pohraničním horám, včetně Klínovce, Ještědu, Sněžky a na část Novohradských hor a Šumavy.

## Budovy

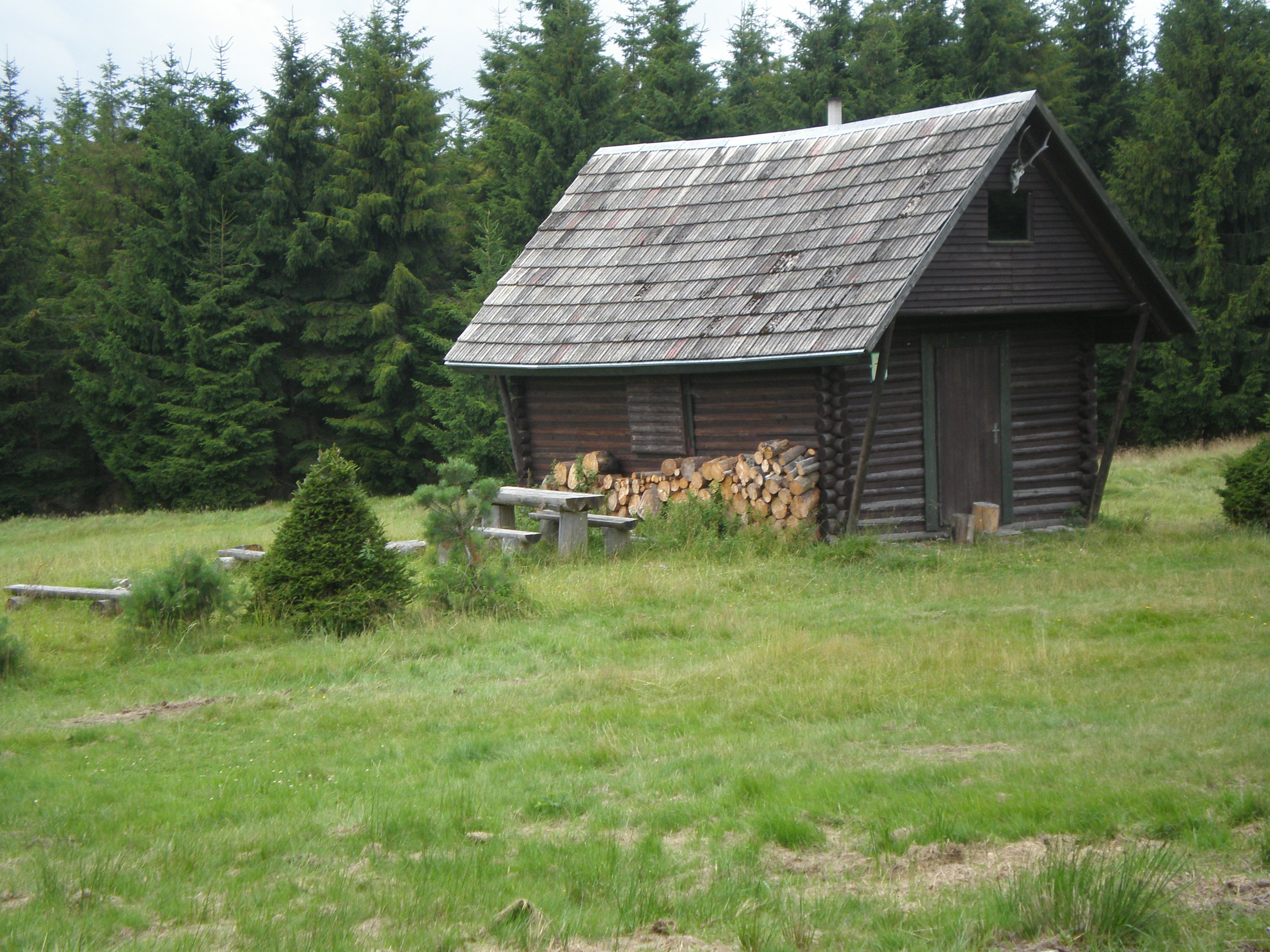
Lovecká chata

Nedaleko vrcholu dříve stála hájovna Carvánka (kdysi označovaná jako Čerwan Heger), která byla ve své době nejvýše položeným obydlím uvnitř České kotliny. Ta však musela ustoupit vojenské střelnici. Před několika lety vyrostla v blízkosti původního stavení malá dřevěná lovecká chata, která je však veřejnosti nepřístupná.

## Galerie

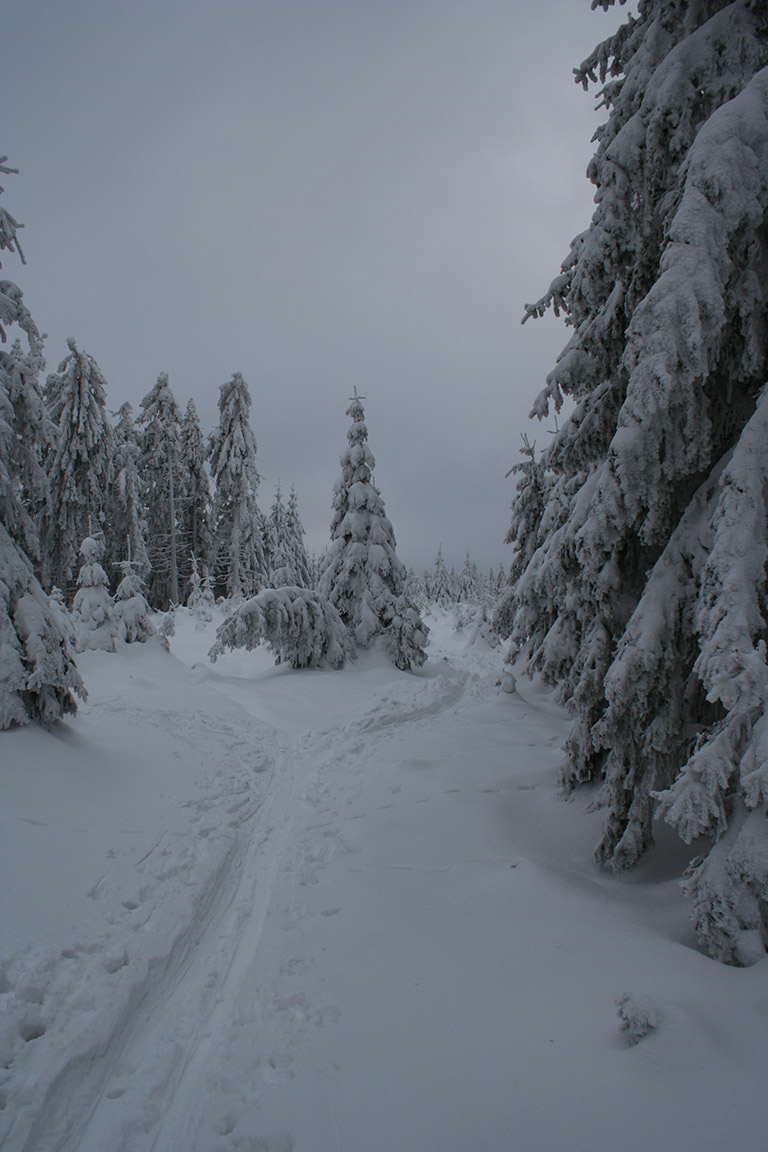
Místo nedaleko vrcholu Tok, zima
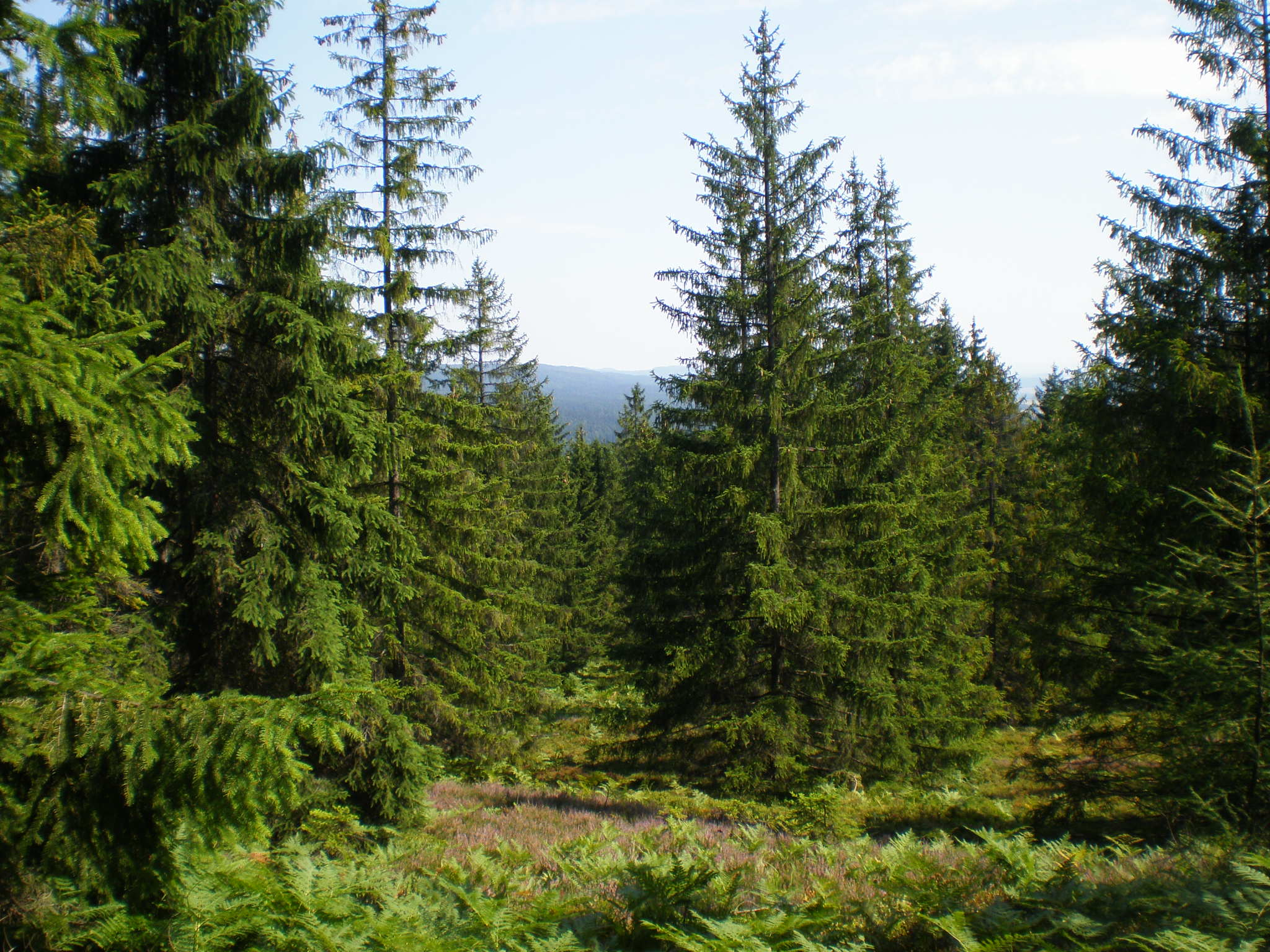
Lesy pod Tokem
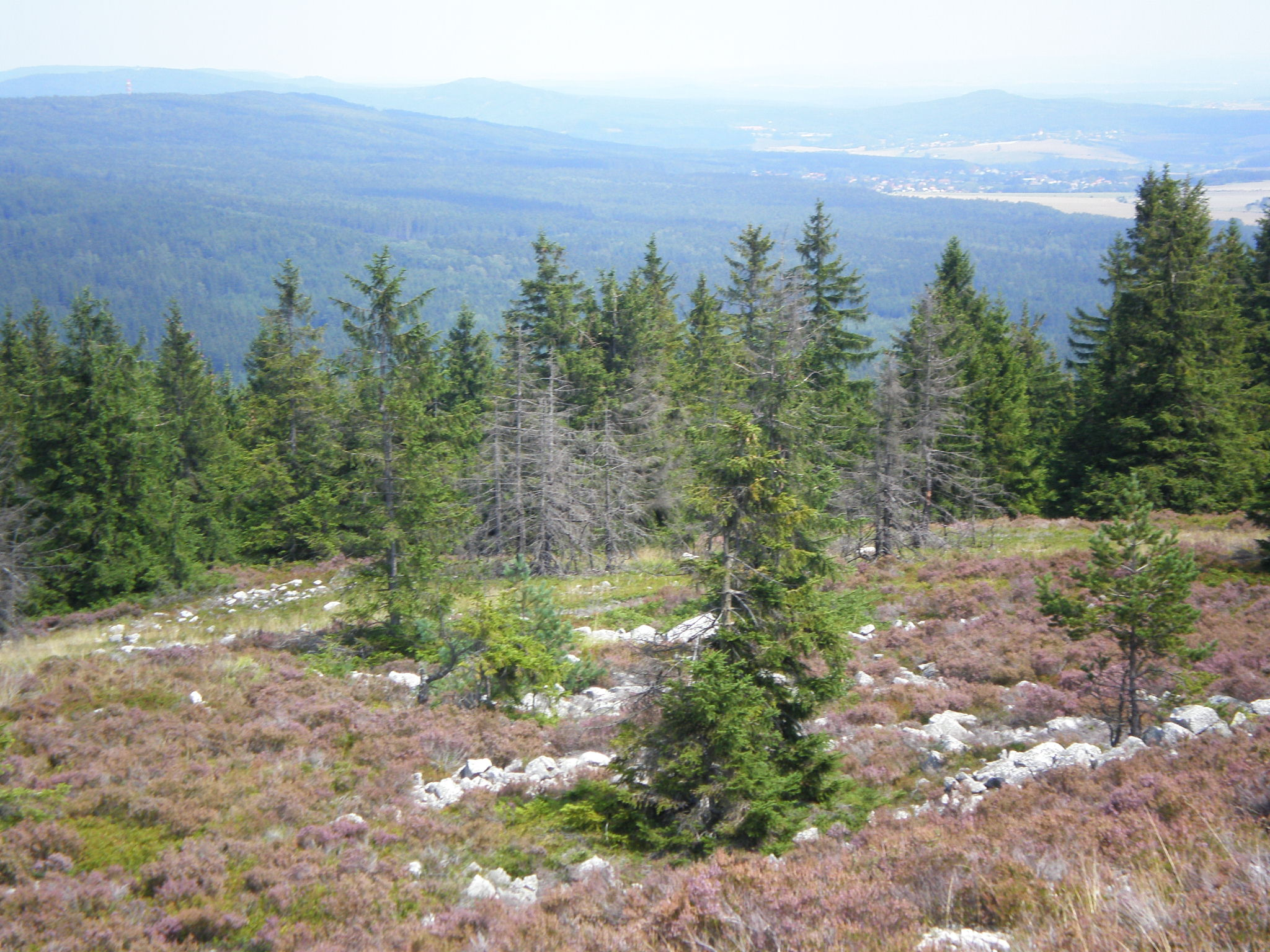
Ve svazích Toku
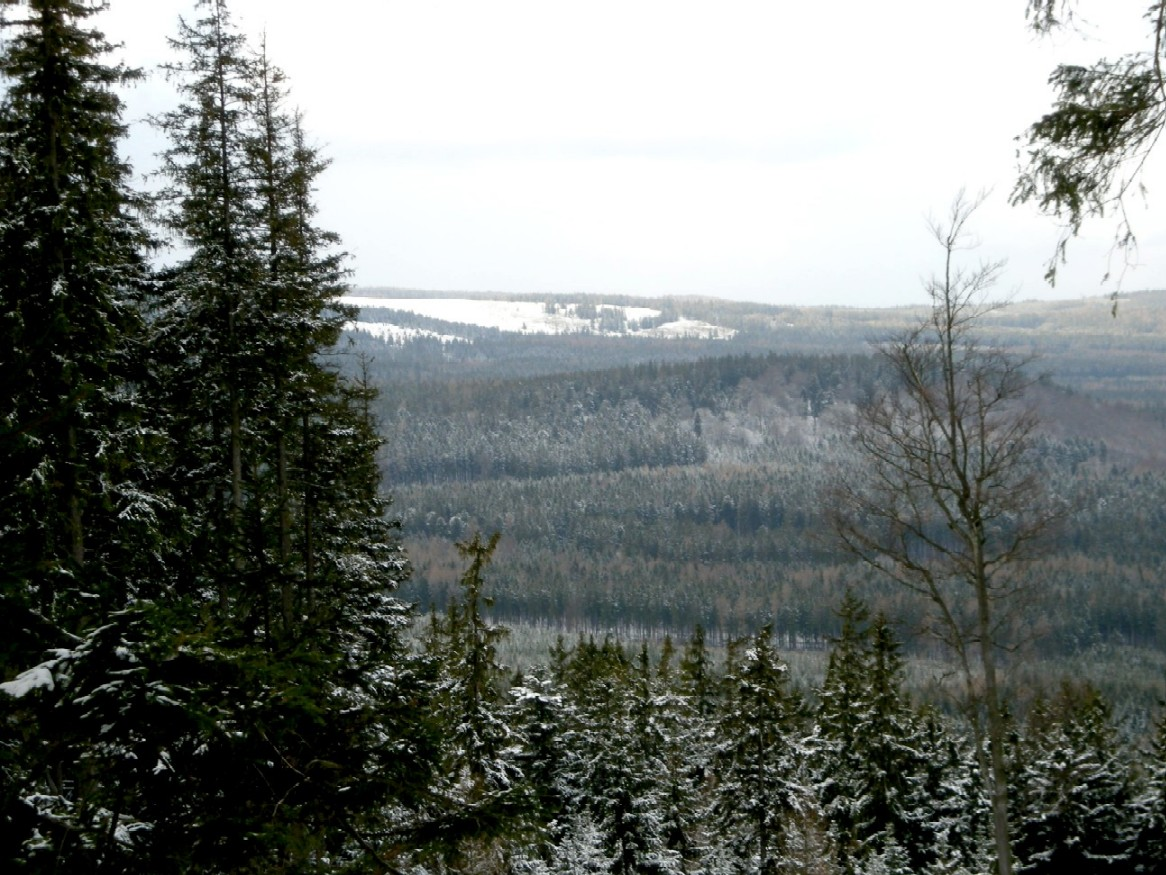
Tok a Klobouček z Malé Třemošné
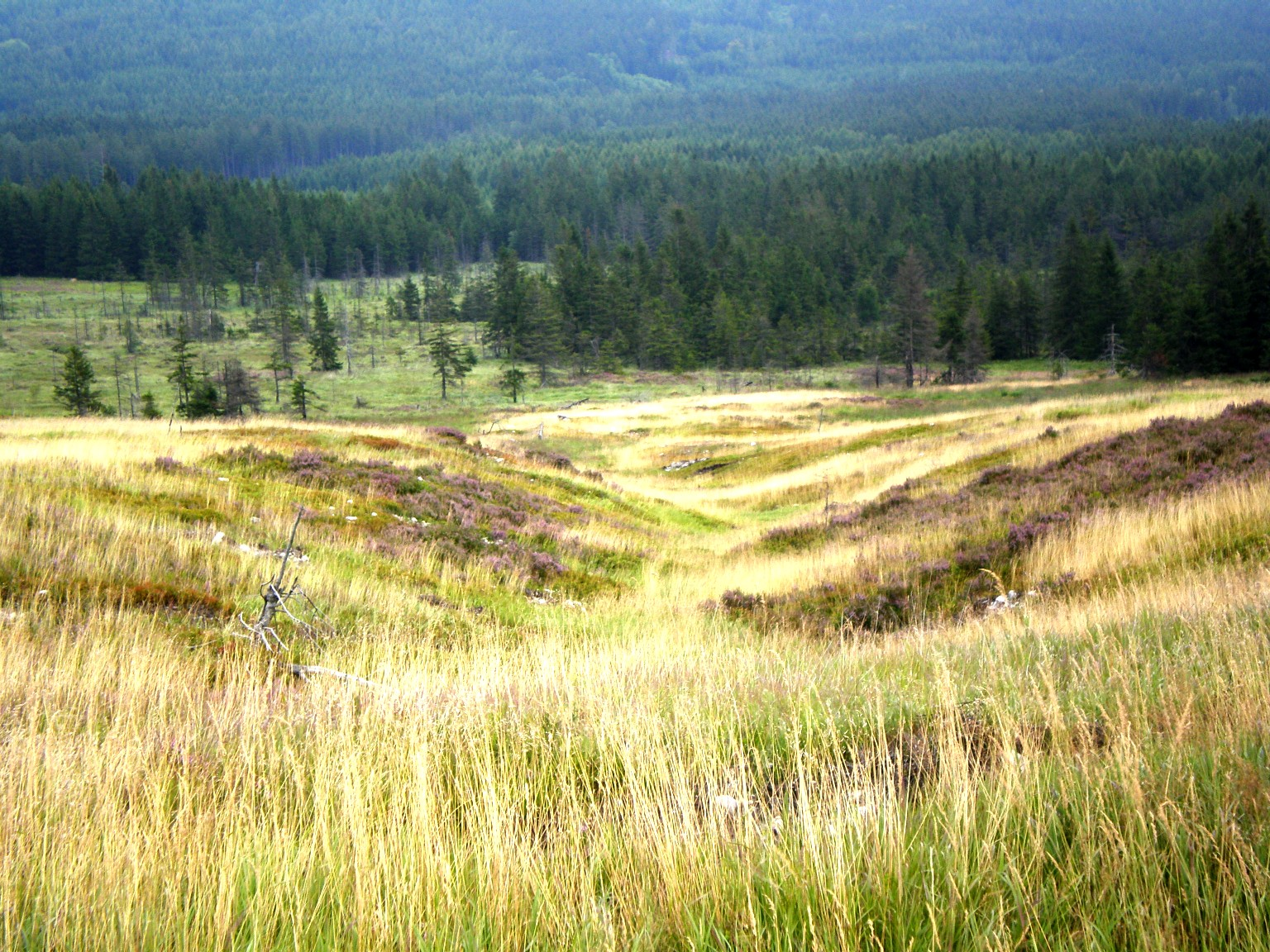
Eroze na východním svahu Toku
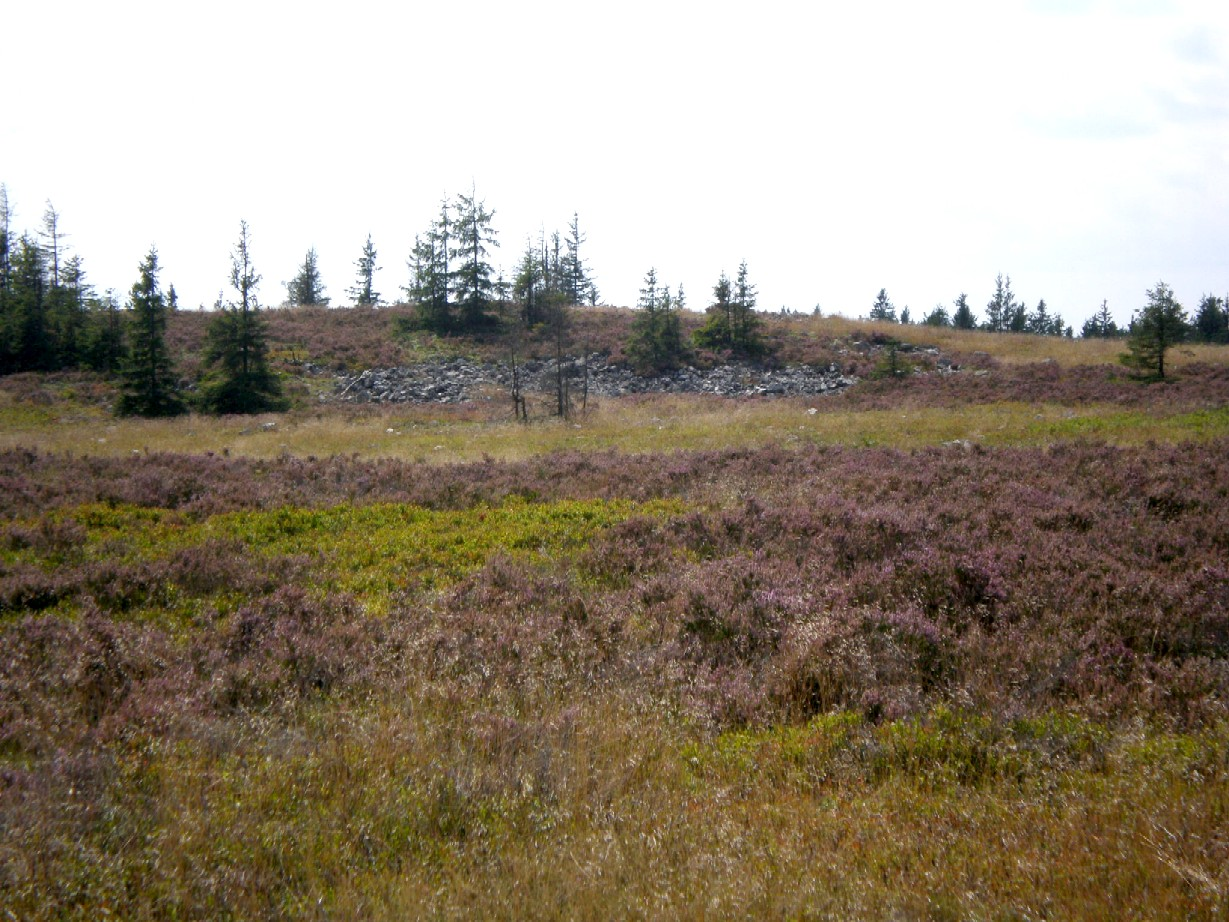
Tocká pláň